# Шнетцер, Бен
Бен Шнетцер (англ. Ben Schnetzer; род. 8 февраля 1990; Нью-Йорк, штат Нью-Йорк, США) — американский актёр. Наибольшую известность приобрёл благодаря ролям в фильмах «Варкрафт» (Кадгар), «Гордость» (Марк Эштон) и «Воровка книг» (Макс Вандербург).

## Биография
Бен родился и вырос в Нью-Йорке, в семье актёров Стивена Шнетцера и Нэнси Снайдер. Является выпускником Гилдхоллской школы музыки и театра .
В 2010 году Шнетцер снялся в одном из эпизодов телесериала «Закон и порядок», а также исполнил одну из главных ролей в сериале «Счастливый город». В 2013 году он принял участие в съёмках кинокартины «Воровка книг», где сыграл роль Макса Вандербурга — еврейского беженца. В 2014 году Шнетцер получил роль Марка Эштона в фильме «Гордость», она принесла ему хорошие отзывы критиков. Шарлотта О’Салливан из газеты Evening Standard так охарактеризовала одну из самых сложных ролей молодого актёра: «Шнецер — житель Нью-Йорка с неперспективным CV (он был одним из светлых пятен в экранизации романа „Воровка книг“) и он сыграл эту роль просто фантастически».

## Фильмография
| Год  | Фильм                            | Роль                                    | Примечания |
| ---- | -------------------------------- | --------------------------------------- | ---------- |
| 2007 | План Бена                        | Бен Стивенс                             |            |
| 2010 | Закон и порядок                  | Дастин Хенри                            |            |
| 2010 | Счастливый город                 | Эндрю Хэплин                            | 8 эпизодов |
| 2013 | Воровка книг                     | Макс Вандербург                         |            |
| 2014 | Гордость                         | Марк Эштон                              |            |
| 2014 | Клуб бунтарей                    | Димитрий Митропоулос                    |            |
| 2015 | Панк из Солт-Лейк-Сити 2         | Росс                                    |            |
| 2016 | Варкрафт                         | Кадгар                                  |            |
| 2016 | Сноуден                          | Габриэль Сол                            |            |
| 2016 | Козёл                            | Брэд Лэнд                               |            |
| 2017 | Путешествие — это цель           | Дэн Элдон                               |            |
| 2018 | Операция «Шаровая молния»        | Зеев Хирш, боец отряда «Саерэт Миткаль» |            |
| 2018 | Правда о деле Гарри Квеберта     | Маркус Гольдман                         |            |
| 2019 | Смерть и жизнь Джона Ф. Донована | Руперт Тёрнер                           |            |

## Награды и номинации
Фильмы
- 2014 — British Independent Film Awards: номинация лучшему актёру второго плана — за роль в ленте «Гордость» (2014)
- 2014 — British Independent Film Awards: номинация лучшему многообещающему новичку — за роль в ленте «Гордость» (2014)